# Kreis Schlesien

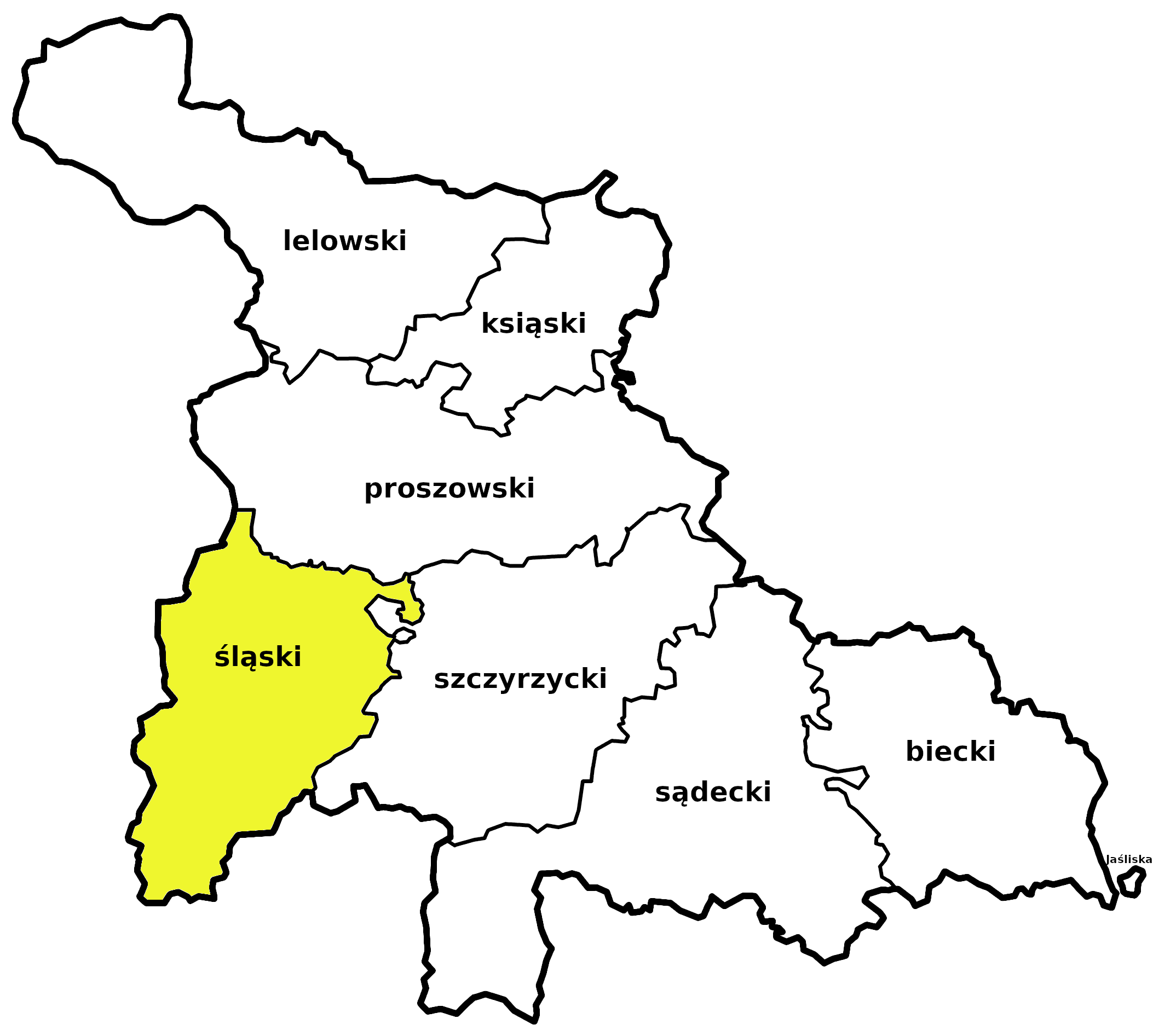
Kreis Schlesien in der Woiwodschaft Krakau (16. Jahrhundert)

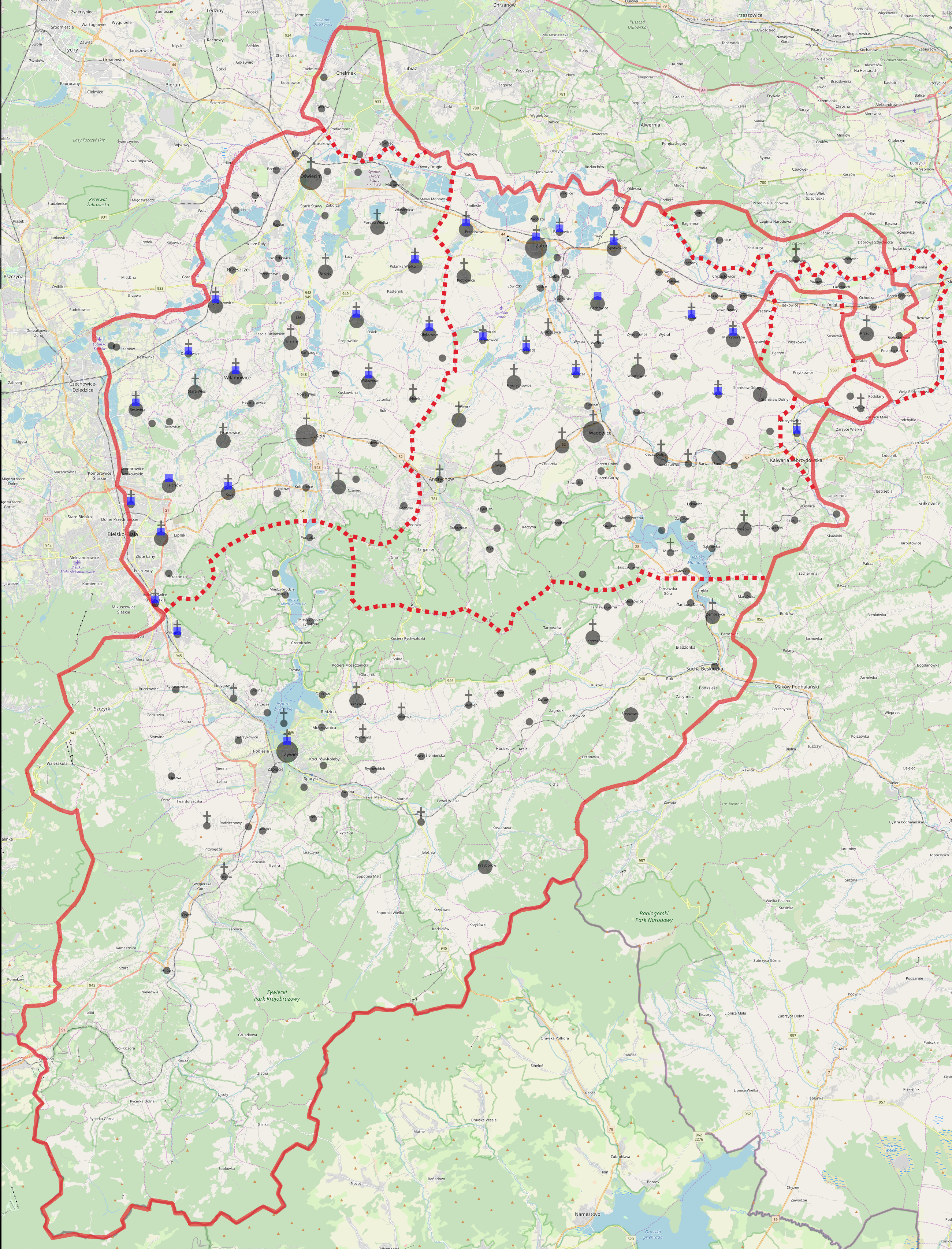
Kreis Schlesien auf moderner Karte im Hintergrund
Orte
Protestantische Gemeinden

Der Kreis Schlesien (polnisch powiat śląski, auch powiat oświęcimski – Auschwitzer Kreis) war ein Kreis der Woiwodschaft Krakau in der polnisch-litauischen Adelsrepublik. Er hatte eine Fläche von 2629 km², heute ungefähr jeweils zur Hälfte in der Woiwodschaft Schlesien und der Woiwodschaft Kleinpolen gelegen. Der Kreis war außergewöhnlich in der Woiwodschaft, manchmal wurde er sogar nicht in den Listen der Kreise erwähnt, sondern weiterhin als zwei separate Herzogtümer bezeichnet. Dieses wurde besonders in der zweiten Hälfte des 17. sowie der ersten des 18. Jahrhunderts von den örtlichen Geschlechtern betont, die separatistische Tendenzen zeigten.

## Geschichte
Der Kreis entstand 1564 durch Vereinigung der Gebiete des Herzogtums Auschwitz und des Herzogtums Zator durch zwei Sejmbeschlüsse in Piotrków Trybunalski (26. März 1563) und Warschau (25. Februar 1564). Dadurch verlor das Gebiet die staatliche Selbstständigkeit, obwohl die Betitelung des polnischen Königs sowie einige juristische Besonderheiten in der Zeit der polnisch-litauischen Adelsrepublik bestehen blieben, z. B. Polnisch wurde dort Amtssprache, während im restlichen Polen weiterhin Latein als solche galt. Sowohl Auschwitz als auch Zator blieben Verwaltungssitze des Kreises. Weitere Städte des Kreises waren anfangs Wadowice, Żywiec und Kęty. Nur in Kęty lebten im 16. Jahrhundert mehr als 1000 Einwohner. Im 16. Jahrhundert gab es 188 Dörfer, davon 8 mit über 400 (Kozy, Lipnik, Osiek, Pisarzowice, Polanka, Przeciszów, Stryszów und Wieprz) und 30 mit über 200 Einwohnern. Die Grenze des Kreises deckten sich nicht genau mit der Grenze der mittelalterlichen Herzogtümer – z. B. wurden einige Ortschaften nördlich der Weichsel angeschlossen, während die ehemalige Exklave um Krzęcin schrittweise ausgeschlossen wurde. Im Jahr 1617 wurde die Stadt Zebrzydów auf dem Rande des ehemaligen Radwanitenkorridors, heute Kalwaria Zebrzydowska, gegründet. Im Jahr 1723 entstand die Stadt Biała, heute ein Teil von Bielsko-Biała, in der Mitte einer deutschen Sprachinsel. 1767 erhielt Andrychów das Stadtrecht verliehen – dadurch stieg die Zahl der Städte auf sieben. Ab dem 16. Jahrhundert wurden zahlreiche neue Dörfer im Gebirge, besonders im Land Saybusch, von Walachen gegründet.
Die Mehrheit der Einwohner war römisch-katholisch. Um 1600 wurde der Kreis jedoch zu einem wichtigen Zentrum der Reformation in Polen. Es gab damals etwa 10 – 15 Tausend Andersgläubige, die 29 Prozent der Kirchengebäude im Besitz übernahmen. Während bischöflicher Visitationen wurde die Präsenz der Protestanten in 34 römisch-katholischen Pfarreien festgestellt (von etwa 76). Es gab 27 protestantische (23 reformierte, 3 lutherische, 1 gemischte) Gemeinden, was die höchste Zahl in der Woiwodschaft war. Im Vergleich zu den anderen Zentren des Protestantismus in der Woiwodschaft außergewöhnlich war die zahlreiche Konversion der bäuerlichen Bevölkerung, sowie der geringe Einfluss der Polnischen Brüder. Die größte jüdische Gemeinschaft lebte ab dem späteren 16. Jahrhundert in Oświęcim (Auschwitz), am wahrscheinlichsten entstanden damals eine Kehillah, die erste Synagoge sowie eine jüdische Schule. In den Jahren 1747–1749 lebten im Dekanat Auschwitz 2462 Juden.
Im späten 18. Jahrhundert hatte der Kreis etwa 165 Tausend Einwohner.
Im Verlauf der Ersten Polnischen Teilung wurde das Gebiet südlich der Weichsel (also ohne einige Dörfer des Kreises am nördlichen Ufer) im Mai und Juni 1772 militärisch von habsburgischen Truppen unter der Leitung von Richard d’Alton ohne Widerstand besetzt. Die Habsburger meldeten ihre Ansprüche an das ehemals böhmische Herzogtum an und die Erzherzogin Maria Theresia titulierte in ihrer Eigenschaft als Königin von Böhmen u. a. auch als Herzogin von Auschwitz-Zator, trotzdem wurde im nächsten Jahr an der Stelle des aufgelösten Kreises Schlesien der Kreis Wieliczka (polnisch cyrkuł wielicki) im Königreich Galizien und Lodomerien eingerichtet, der die Kreisdistrikte Biala, Saybusch und Myślenice umfasste. 1775 wurde die Zahl der Kreisdistrikte stark reduziert und das Gebiet befand sich im Kreisdistrikt Zator, ab 1780 Kęty. Die josephinische Reform der Verwaltung aus dem Jahr 1782 unterstellte das Gebiet dem Kreis Myślenice, deren Sitz im Jahr 1819 in die Stadt Wadowice verlegt wurde. Das Gebiet des Kreises Schlesien bzw. des Herzogtums Auschwitz-Zator machte etwa 3/4 des Wadowicer Kreises aus.